# Episodi di Parks and Recreation (quinta stagione)

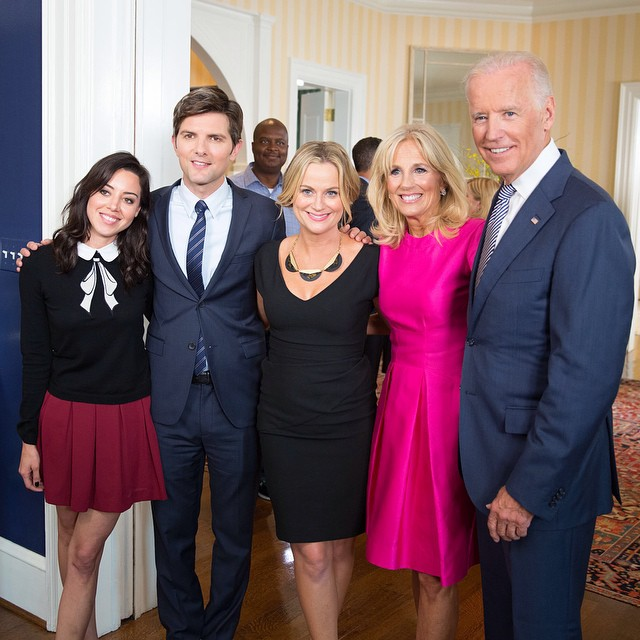
Da destra: l'allora vicepresidente statunitense Joe Biden, guest star della stagione, e la consorte Jill sul set con parte del cast.

La quinta stagione della serie televisiva Parks and Recreation, composta da 22 episodi, è stata trasmessa in prima visione negli Stati Uniti da NBC dal 20 settembre 2012 al 2 maggio 2013.
In Italia, la stagione è trasmessa dal canale pay Joi, della piattaforma Mediaset Premium, a partire dal 28 febbraio 2013.
| nº | Titolo originale             | Titolo italiano                  | Prima TV USA      | Prima TV Italia  |
| -- | ---------------------------- | -------------------------------- | ----------------- | ---------------- |
| 1  | Ms. Knope Goes to Washington | La signora Knope va a Washington | 20 settembre 2012 | 28 febbraio 2013 |
| 2  | Soda Tax                     | La tassa sulle bibite            | 27 settembre 2012 | 7 marzo 2013     |
| 3  | How a Bill Becomes a Law     | Voto di scambio                  | 4 ottobre 2012    | 14 marzo 2013    |
| 4  | Sex Education                | Educazione sessuale              | 18 ottobre 2012   | 21 marzo 2013    |
| 5  | Halloween Surprise           | La sorpresa di Halloween         | 25 ottobre 2012   | 28 marzo 2013    |
| 6  | Ben's Parents                | I genitori di Ben                | 8 novembre 2012   | 4 aprile 2013    |
| 7  | Leslie vs. April             | Il parco per cani                | 15 novembre 2012  | 11 aprile 2013   |
| 8  | Pawnee Commons               | La guardia giurata               | 22 novembre 2012  | 18 aprile 2013   |
| 9  | Ron and Diane                | Una coppia da salvare            | 6 dicembre 2012   | 25 aprile 2013   |
| 10 | Two Parties                  | Due feste                        | 17 gennaio 2013   | 2 maggio 2013    |
| 11 | Women in Garbage             | Una giornata da netturbine       | 24 gennaio 2013   | 9 maggio 2013    |
| 12 | Ann's Decision               | La decisione di Ann              | 7 febbraio 2013   | 16 maggio 2013   |
| 13 | Emergency Response           | Piano d'emergenza                | 14 febbraio 2013  | 23 maggio 2013   |
| 14 | Leslie and Ben               | Leslie e Ben                     | 21 febbraio 2013  | 30 maggio 2013   |
| 15 | Correspondents' Lunch        | La cena dei corrispondenti       | 21 febbraio 2013  | 6 giugno 2013    |
| 16 | Bailout                      | Salviamo il cineclub             | 14 marzo 2013     | 13 giugno 2013   |
| 17 | Partridge                    | False testimonianze              | 4 aprile 2013     | 20 giugno 2013   |
| 18 | Animal Control               | Vigilanza faunistica             | 11 aprile 2013    | 27 giugno 2013   |
| 19 | Article Two                  | Articolo due                     | 18 aprile 2013    | 4 luglio 2013    |
| 20 | Jerry's Retirement           | Jerry va in pensione             | 18 aprile 2013    | 11 luglio 2013   |
| 21 | Swing Vote                   | Voto incerto                     | 25 aprile 2013    | 18 luglio 2013   |
| 22 | Are You Better Off           | State meglio di un anno fa?      | 2 maggio 2013     | 25 luglio 2013   |